# Jadar (přítok Driny)
Jadar je řeka v Mačvanském okruhu v západním Srbsku, 79 km dlouhý pravostranný přítok řeky Driny. Podle řeky Jadaru je označována celá oblast mezi městy Osečina a Loznica a také byl podle ní pojmenován minerál jadarit LiNaSiB3O7(OH), který byl objeven v roce 2004 při geologickém průzkumu, prováděném poblíž Loznice nadnárodní těžařskou společností Rio Tinto za účelem hledání nových zdrojů lithia. Povodí Jadaru zahrnuje území o rozloze 894 km². Jadar, který náleží k úmoří Černého moře, není splavný.

## Popis toku
Jako prameniště Malého Jadaru se uvádí jižní svah hřebene Vlašič (srbsky Влашић, 424 - 462 m n. m.) v Kolubarském okruhu, severovýchodně od města Osečina. Protéká na jih kolem vsi Osladič k Dragijevici, kde se stáčí k severozápadu k městu Osečina, které je centrem jadarské podoblasti Horní Jadar. Za Osečinou teče Jadar dále kolem obcí Plužac, Komirič, Ravnaja, Mojkovič a Zavlaka k severozápadu do podoblasti Dolní Jadar a k jejímu středisku Loznici. Dolní tok míjí Loznici ve vzdálenosti 5 - 6 km severně od města u obcí Gorni Dobrič a Kozjak. Jadar se vlévá do Driny v nadmořské výšce 103 m severozápadně od Straže, náležející do obštiny Loznica, téměř naproti největší bosensko-hercegovinské obci Janje v Republice srbské.
Největšími levostrannými přítoky jsou Likodra (27 km dlouhá), Pecka a Korenita. Nejdelším pravostranným přítokem je 21,5 km dlouhá Cernica.

## Povodně a regulace řeky
Koryto Jadaru, na dolním úseku výrazně meandrující, je zanášeno naplaveninami. Povodně jsou zde zaznamenány prakticky každoročně, vyšší průtok (15-18 m³/s) je zde obvykle od února do května v období tání sněhu a jarních dešťů. Absolutní rekord však byl zaznamenán 20. prosince 1968, kdy řekou protékalo 157 m³/s. Průtok vody v řece se měří v Lešnici, kde byla měřící stanice zřízena již v roce 1926, a od roku 1956 také na horním toku v Zavlace.
V historii druhé poloviny 20. století jsou zapsány povodně z let 1947, 1948, 1952, 1959, 1965 a 1968. V roce 2005, kdy byly velkými povodněmi postiženy středoevropské a balkánské země, se povodně na Jadaru opakovaly nejméně dvanáctkrát. V roce 1988 byla provedena regulace přibližně 10 km na horním toku řeky, je zpracován projekt na úpravu koryta řeky v oblasti jejího ústí a zkrácení tohoto úseku o zhruba 5 km.